# Super-Kamiokande
Super-Kamiokande, ou simplesmente Super-K, é um observatório de neutrino no Japão. 
O observatório foi projetado para estudar os neutrinos solares e neutrinos atmosféricos, procurar por decaimento de próton e detectar neutrinos de qualquer supernova que possa existir em nossa galáxia. 
Super-K está localizado a 1 km debaixo da terra em uma mina de Mozumi, propriedade da companhia  Kamioka Mining and Smelting Co. na cidade de Hida (antigamente conhecida como Kamioka), Gifu , Japão.  Ela consiste de 50.000 toneladas de água pura rodeada por cerca de 11.200 tubos fotomultiplicadores. A estrutura cilíndrica tem 41,4 metros e 39,3 metros de largura.  
A interação de um neutrino com os elétrons com os núcleos de água pode produzir uma partícula que se move mais rápido que a velocidade da luz na água (entretanto, é claro, que essa velocidade é menor que a velocidade da luz no vácuo). Isto cria um cone de luz conhecido como radiação de Cherenkov, que é o equivalente electromagnético (no caso óptico) a uma barreira do som. O padrão característico desses flashes proporciona informação sobre a direção e, no caso dos neutrinos atmosféricos, a classe de neutrino que chega.